# Unité urbaine de Bourg
L'unité urbaine de Bourg est une unité urbaine française centrée sur la ville de Bourg  département de la Gironde.

## Données globales
En 2010, selon l'Insee, l'unité urbaine de Bourg était composée de six communes, toutes situées dans l'arrondissement de Blaye, subdivision administrative du département de la Gironde.
Lors de la redéfinition des périmètres des unités urbaines de 2020, l'unité urbaine de Bourg a intégré la commune de Mombrier, portant ainsi son nombre de communes à sept.
L'unité urbaine de Bourg représente un pôle urbain de l'aire urbaine de Bordeaux.

## Délimitation de l'unité urbaine de 2020
Liste des communes appartenant à l'unité urbaine de Bourg selon la nouvelle délimitation de 2020 et sa population municipale.
| Nom                   | Code Insee | Département | Statut       | Superficie (km2) | Population (dernière pop. légale) | Densité (hab./km2) | Modifier                                    |
| --------------------- | ---------- | ----------- | ------------ | ---------------- | --------------------------------- | ------------------ | ------------------------------------------- |
| Bourg (ville-centre)  | 33067      | Gironde     | ville-centre | 10,54            | 2 264 (2022)                      | 215                | modifier les données · modifier les données |
| Bayon-sur-Gironde     | 33035      | Gironde     | banlieue     | 5,70             | 737 (2022)                        | 129                | modifier les données · modifier les données |
| Comps                 | 33132      | Gironde     | banlieue     | 1,66             | 538 (2022)                        | 324                | modifier les données · modifier les données |
| Gauriac               | 33182      | Gironde     | banlieue     | 5,54             | 737 (2022)                        | 133                | modifier les données · modifier les données |
| Mombrier              | 33285      | Gironde     | banlieue     | 4,25             | 465 (2022)                        | 109                | modifier les données · modifier les données |
| Saint-Seurin-de-Bourg | 33475      | Gironde     | banlieue     | 2,47             | 419 (2022)                        | 170                | modifier les données · modifier les données |
| Samonac               | 33500      | Gironde     | banlieue     | 3,90             | 471 (2022)                        | 121                | modifier les données · modifier les données |

## Évolution démographique
L'évolution démographique ci-dessous concerne l'unité urbaine de Bourg délimitée selon le périmètre de 2020.
| 1968  | 1975  | 1982  | 1990  | 1999  | 2009  | 2014  | 2017  | 2018  |
| ----- | ----- | ----- | ----- | ----- | ----- | ----- | ----- | ----- |
| 5 702 | 5 377 | 5 157 | 5 157 | 5 149 | 5 358 | 5 455 | 5 488 | 5 508 |

### Articles externes
- L'unité urbaine de Bourg sur le splaf Gironde
- Composition communale de l'unité urbaine de Bourg selon le zonage de 2010
- Composition communale de l'unité urbaine de Bourg selon le nouveau zonage de 2020